# Mirta Yáñez

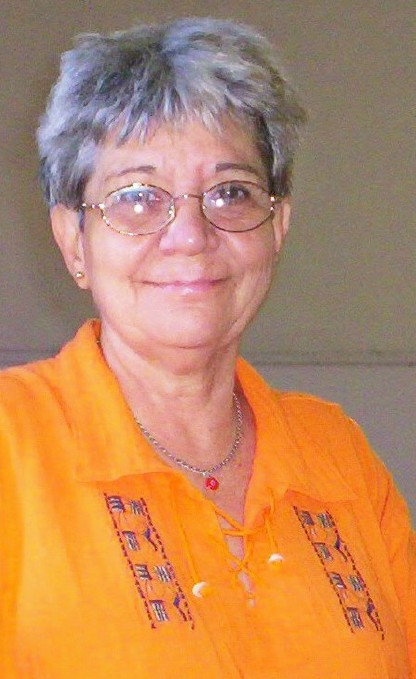
Mirta Yáñez

Mirta Gloria Yáñez Quiñoá (* 1947 in Havanna, Kuba) ist eine kubanische Schriftstellerin.
Yáñez studierte an der Universität von Havanna Literatur und schloss das Studium 1992 mit einer Promotion ab. Im Anschluss daran bekam sie eine Anstellung am Centro Wifredo Lam für Bildende Künste in ihrer Heimatstadt.

## Ehrungen
- 1970: Premio de Poesía del Concurso für „Las visitas y otros poemas“
- 1988: Premio de la Crítica für „El diablo son las cosas“
- 2001: LiBeraturpreis Förderpreis für „La Habana es una ciudad bien grande“
- 2005: Premio de la Crítica für „Falsos documentos“
- 2018: Premio Nacional de Literatura de Cuba[2]

## Werke (Auswahl)
Erzählungen
- El diablo son las cosas. Cuentos. Editorial Letras Cubanas, Havanna 2000.
- Falsos documentos. Cuentos. Ediciones Unión, Havanna 2007.
- La Habana es una ciudad bien grande. Cuentos. Editorial Letras Cubanas, Havanna 1980.

Lyrik
- Algún lugar en ruinas. Ediciones Unión, Havanna 1997.
- Un solo bosque negro. Editorial Letras Cubanas, Havanna 2003.
- Las visitas. Poesía. University Press, Havanna 1971.

Sachbücher
- Cubanas a capítulo. Editorial Oriente, Santiago de Cuba 2000.
- El matadero. Un modelo para desarmar. Editorial Letras Cubanas, Havanna 2005.
- La narrativa romántica en Latinoamérica. Editorial Letras Cubanas, Havanna 1990.